# Гарамон
Гарамон — название семейства гарнитур, основанных на рисунках французских типографов шестнадцатого столетия Клода Гарамона и Жана Жаннона.

## История
Клод Гарамон получил широкую известность в 1540-е, после того, когда он разработал греческий шрифт по заказу французского короля Франциска I для использования в серии книг Робера Этьенна.
Клод Гарамон, вероятно, позаимствовал стиль печати старомодных венецианских шрифтов из типографий Альда Пия Мануция (Aldus Manutius) для разработки своего шрифта, но при создании гарнитуры он основал большую часть графе́м нижнего регистра на почерке Анджело Верджечо (Angelo Vergecio), библиотекаря Франциска I.
Спустя 60 лет после смерти Гарамона пуансонист Жан Жаннон повторил его прямой шрифт, однако в формах, более близких к барокко, чем к Ренессансу. Именно этот шрифт, утерянный и забытый, был вновь найден в первой половине XIX века и ошибочно приписан Клоду Гарамону. Ошибка обнаружилась в 1927 году, однако за 5 лет до этого фирма Monotype уже выпустила новую версию шрифта Жаннона под названием Garamond Roman. Именно это стало причиной того, что в XX веке под одним названием было выпущено несколько шрифтов, восходящих не только к двум разным авторам, но и к двум разным эпохам.

## Некоторые современные версии шрифта
«Гарамон», вероятно, является наиболее копируемым шрифтом в мире. Существует множество бесплатных и коммерческих аналогов этого шрифта:
- Adobe Garamond, 1989 г.[4]
- Cormorant — проект с открытым исходным кодом, 2015 г.[5]
- EB Garamond — проект с открытым исходным кодом, 2011 г.[6]
- Паратайп ITC Garamond, 1995 г.[7]
- Паратайп Original Garamond, 2000 г.[8]

## Использование
- Все американские издания книг о «Гарри Поттере были набраны шрифтом Adobe Garamond в 12 пунктов, исключением является Гарри Поттер и Орден Феникса», который был набран шрифтом 11,5 пунктов[9].
- Компания Apple разработала собственную вариацию гарамона в 1984 году при продвижении Макинтошей. Для брендинга и маркетинга новой серии Макинтошей дизайнеры Apple использовали ITC Garamond Light уплотнённый на 12 процентов. При этом некоторые символы получались слишком светлыми и нарушались межбуквенные расстояния. Тогда Apple поручила компании Bitstream изменить шрифт. Шрифт, разработанный для Apple сейчас, известен под названием Apple Garamond.

Adobe Garamond
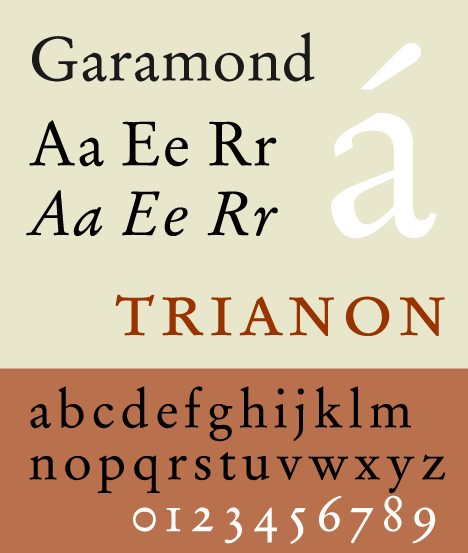
Stempel Garamond